# Нідерландський національний балет
Нідерландський національний балет (Het Nationale Ballet) — нідерландська балетна трупа, заснована 1961 року. З 1986 року домашнім майданчиком колективу є «Стопера» — концертно-театральний комплекс у центрі Амстердама.